# Ruth Negga
Ruth Negga, née le 4 mai 1981 à Addis-Abeba (Éthiopie), est une actrice irlando-éthiopienne.

## Biographie
Née d'une mère irlandaise et d'un père éthiopien, elle rejoint l'Irlande à quatre ans. Son père meurt d'un accident de la route alors qu'elle a 7 ans. À Dublin, elle suit des cours d’art dramatique au Centre Samuel Beckett du Trinity College et se lance dans une carrière d'actrice.
En 2003, Ruth Negga est sélectionnée pour le prix du jeune premier (Most Promising Newcomer) aux Laurence Olivier Awards. En 2006, elle est sélectionnée pour le prix de la meilleure jeune actrice irlandaise (Shooting Star).

## Filmographie

### Cinéma
- 2004 : Capital Letters de Ciarán O’Connor
- 2005 : Breakfast on Pluto de Neil Jordan : Charlie
- 2005 : Isolation de Billy O'Brien : Mary
- 2012 : The Samaritan de David Weaver : Iris
- 2013 : World War Z de Marc Forster : La chercheuse de l'OMS
- 2013 : Jimi: All Is by My Side de John Ridley : Ida
- 2014 : Christina Noble de Stephen Bradley : Joan
- 2015 : Iona de Scott Graham : Iona
- 2016 : Warcraft : Le Commencement (Warcraft) de Duncan Jones : Lady Taria
- 2016 : Loving de Jeff Nichols : Mildred Loving
- 2019 : Ad Astra de James Gray : Helen Lantos
- 2021 : Clair-obscur (Passing) de Rebecca Hall : Clare Bellew

### Télévision

#### Séries télévisées
- 2004 : Love Is the Drug : Lisa Sheerin
- 2008 : Criminal Justice : Melanie Lloyd
- 2009 : Misfits : Nikki
- 2010 - 2011 : Love/Hate : Rosie
- 2012 : Secret State : Agnes Evans
- 2013-2015 : Marvel : Les Agents du SHIELD (Agents of S.H.I.E.L.D.) : Raina
- 2016 - 2019 : Preacher : Tulip O'Hare
- 2024 : Présumé innocent (Presumed Innocent) : Barbara Sabich

#### Téléfilms
- 2011 : Shirley : Shirley Bassey
- 2014 : The Money : Erin Foley

## Théâtre
- Pan Pan Théâtre (troupe irlandaise)

- 2018 : Hamlet, Gate Theatre (Dublin)

## Distinctions
- Choisie comme la "Shooting star" irlandaise en 2006 pour la Berlinale par la "European Film Promotion" et pour le festival du film européen de Séville.
- Golden Globes 2017 : nomination comme meilleure actrice dans un film dramatique pour Loving
- African-American Film Critics Association 2016 : lauréate comme meilleure actrice pour Loving
- Alliance of Women Film Journalists : lauréate comme meilleure actrice pour Loving
- New York Film Critics Online 2017  : lauréate comme révélation pour Loving
- Festival international du film de Palm Springs 2017 : lauréate comme Révélation (Rising Star) pour Loving
- Festival international du film de Santa Barbara 2017 : lauréate comme Virtuoso Award pour Loving
- Satellite Awards 2017 : lauréate (ex aequo avec Isabelle Huppert) comme meilleure actrice pour Loving
- Oscars 2017 : nomination comme meilleure actrice pour Loving
- Black Reel Awards 2017 : en attente comme meilleure actrice pour Loving
- Independent Spirit Awards 2017 : nomination comme meilleur premier rôle féminin pour Loving
- British Academy Film Awards 2017 : nomination comme Rising Star pour Loving
- Australian Academy of Cinema and Television Arts Awards 2017 : nomination comme meilleure actrice pour Loving
- Critics' Choice Awards 2017 : nomination comme meilleure actrice pour Loving
- Golden Globes 2022 : nomination comme Meilleure actrice dans un second rôle pour Clair-obscur

## Voix françaises
En France
| - Nathalie Karsenti dans : - World War Z - Marvel : Les Agents du SHIELD (série télévisée) - Preacher (série télévisée) - Ad Astra - L'Effet veuf (en) - Présumé innocent (mini-série) | Et aussi - Olivia Dalric dans Isolation - Barbara Kelsch dans Criminal Justice (série télévisée) - Mélanie Dermont dans Misfits (série télévisée) - Magali Barney dan Secret State (mini-série) - Anne-Charlotte Piau dans Love/Hate (en) (série télévisée) - Nayéli Forest dans The Samaritan - Marie-Frédérique Habert dans Jimi: All Is by My Side - Aurore Bonjour dans Warcraft : Le Commencement - Marie Tirmont dans Loving - Audrey Sourdive dans Clair-obscur |